# Onthophagus dedecor
Onthophagus dedecor là một loài bọ cánh cứng trong họ Bọ hung (Scarabaeidae).